# Centre de congrès de Lyon
Das Centre de congrès de Lyon ist ein Kongresszentrum mit einer Gesamtfläche von 25.000 m² und einer Kapazität von 19000 Personen im 6. Arrondissement von Lyon, in der Cité internationale de Lyon. Das Zentrum wurde 1996 eingeweiht, doch die Arbeiten an der Erweiterung wurden erst 2006 abgeschlossen.
Hier finden wirtschaftliche und wissenschaftliche Veranstaltungen (Seminare, Konferenzen, Ausstellungen und Kongresse) statt. Es ist außerdem ein Veranstaltungsort für Künstler, in dem regelmäßig Konzerte und Shows oder auch festliche Veranstaltungen wie Galaabende und Abendessen stattfinden.

## Beschreibung

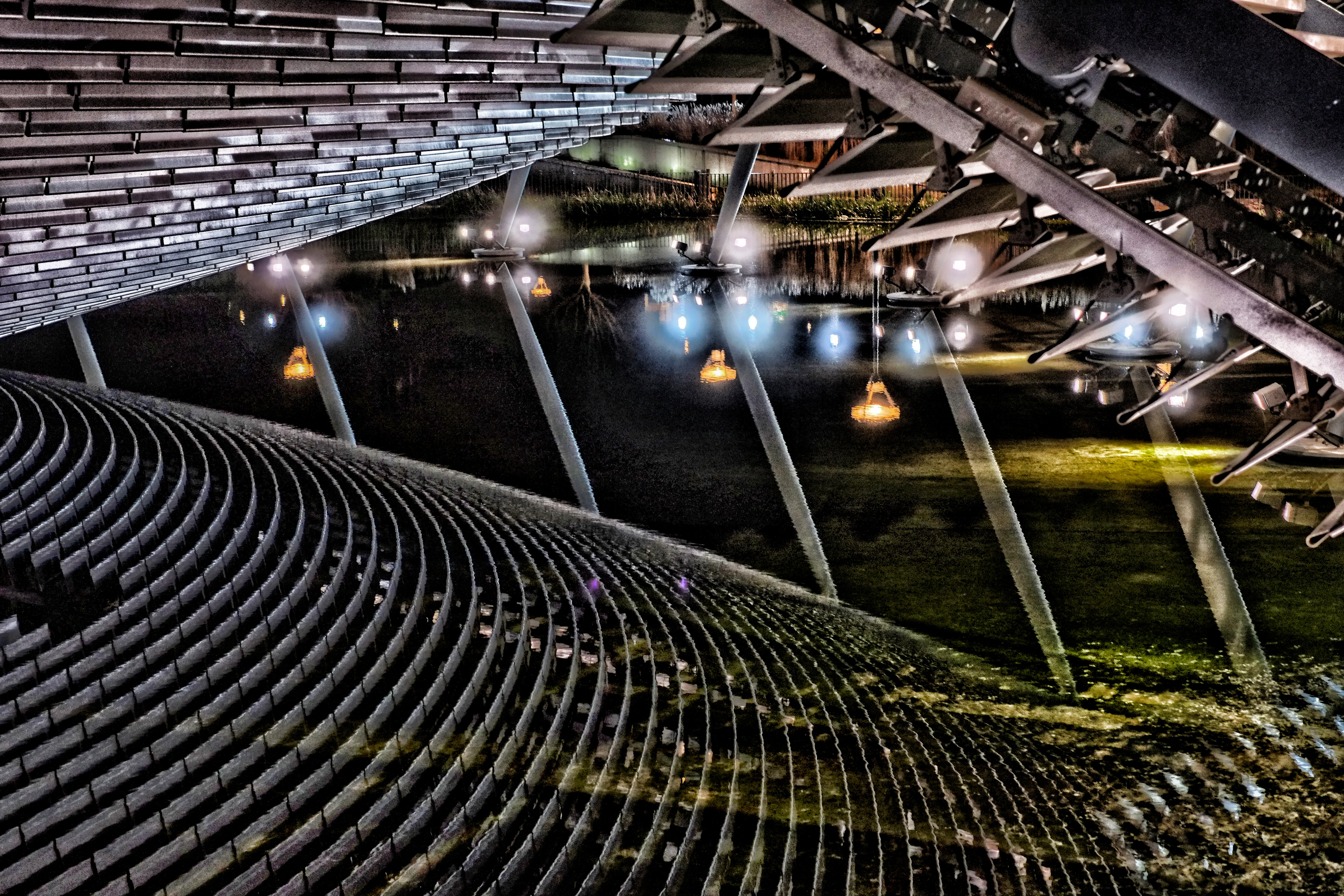
Innere des Centre

Das Kongresszentrum besteht aus einem Amphitheater mit mehr als 3000 Sitzplätzen (Salle 3000), zwei Auditorien (den Auditorien Lumière mit 900 Sitzplätzen und Pasteur mit 300 Sitzplätzen), mit einer Fläche von 8400 m² Ausstellungsfläche, 26 Tagungsräumen mit 50 bis 450 Sitzplätzen und drei Empfangsbereiche von 300 m², 800 m² und 1860 m².
Außerhalb des Gebäudes befindet sich eine Freitreppe mit 25 Stufen, die sich zu einem Skateboard-Hotspot mit dem Namen Lyon 25 entwickelt hat.

## Veranstaltungen
Im Kongresszentrum finden jährliche Veranstaltungen statt, wie etwa das Festival Lumière, die Salon du chocolat, die Immobilienmesse, Patrimonia und Innorobo. Alle 2 Jahre wird das Biennale de la danse de Lyon hier durchgeführt.
Diese regelmäßigen Veranstaltungen werden durch einmalige Veranstaltungen und ein Programm aus Konzerten und Shows im Amphitheater des Kongresszentrums ergänzt.
Das Kongresszentrum war unter anderem Austragungsort der Ausgabe 2017 des ZRT TrackMania Cup, einer vom Streamer Zerator organisierten Veranstaltung zu den Spielen der TrackMania-Reihe, einem Autorennspiel.

## Verwaltung durch GL Events
Die Métropole de Lyon hat GL Events über einen DSP mit dem Betrieb des Kongresszentrums beauftragt. Der Vertrag trat am 1. Juli 2018 in Kraft und gilt für 20 Jahre. Er hat zum Ziel, den Geschäftstourismus zu entwickeln und die Metropolregion Lyon als wichtiges Konferenzziel zu positionieren. Ferner ist die GL Events damit beauftragt, die Erhaltung, Wartung und Modernisierung der Anlagen sicherzustellen, um ihre Attraktivität gegenüber europäischen Konkurrenzanlagen zu erhalten.